# Veslebusen
Veslebusen är en kulle i Antarktis. Den ligger i Östantarktis. Norge gör anspråk på området. Toppen på Veslebusen är 1 536 meter över havet.
Terrängen runt Veslebusen är platt åt nordväst, men åt sydost är den kuperad. Trakten är obefolkad. Det finns inga samhällen i närheten. 